# Phomopsis leptostromiformis
Phomopsis leptostromiformis är en svampart som först beskrevs av J.G. Kühn, och fick sitt nu gällande namn av Bubák 1913. Phomopsis leptostromiformis ingår i släktet Phomopsis och familjen Diaporthaceae.  Utöver nominatformen finns också underarten occidentalis.